# نوري مصطفى بهجت
نوري مصطفى بهجت (1921 - 2018) هو طبيب وفنان تشكيلي ورسام وموسيقي عراقي، ويعتبر أحد رواد الفن التشكيلي في العراق، كان أحد أعضاء (جماعة الرواد) التي أسسها فائق حسن في الأربعينيات.

## حياته
ولد نوري بهجت في عام 1921 في العاصمة العراقية بغداد، أكمل دراسته فيها، دَرَسَ في كلية الطب في جامعة بغداد، وتخرج منها عام 1948، وفي نفس الوقت كان يدرس الرسم والموسيقى في معهد الفنون الجميلة للدراسات المسائية، تخرج منه في عام 1946، حيث تعلم العزف على الكمان، وأنضم الى احد الفرق الموسيقية العراقية، وكان احد أعضاء الجمعية الموسيقية في كلية الطب، اشترك في معرضها الأول عام 1944، وانضم الى جماعة الرواد عام 1950، وأشترك في جميع معارض الجماعة من عام 1964 حتى عام 1977، سافر الى الولايات المتحدة لدراسة التأهيل والطب الفيزيائي في جامعة نيويورك عام 1954، لانه كان متخصص في العلاج الطبيعي، وكان أول طبيب عراقي يتخصص في هذا المجال، عندما تخرج من الجامعة عاد الى العراق وأسس أول مركز للتأهيل الطبي عام 1959.

## عضوية
- عضو جمعية الفنانين التشكيليين العراقيين.
- عضو نقابة الأطباء العراقيين.[3]

## المعارض
- مشارك في معرض المركز الثقافي العراقي في لندن 1978.
- مشارك في معرض على قاعة الرشيد في بغداد 1983.
- مشارك في معارض عدة في بودابست ودبرتسن وهنغاريا 1984.
- مشارك في معرض الأطباء الفنانين ومهرجان بابل 1987.
- معرض شخصي على قاعة بلدنا في الأردن 1993.
- معرض شخصي على قاعة الأرمتان في باريس 1995.
- معرض شخصي على قاعة الأروفلي في عمان في الأردن 1996.
- عرض اعماله على قاعة اكاسيا في البحرين 1999.
- مشارك في معرض لنقابة الفنون الجميلة في سوريا 2004.
- عرض اعماله على قاعة سلطان العويس في الإمارات العربية المتحدة 2011.[3]

## وفاته
توفي الفنان نوري بهجت في 5 يوليو 2018 في بغداد عن عمر ناهز 97 عاماً ودُفن فيها.